# Fontecchio
Fontecchio – miejscowość i gmina we Włoszech, w regionie Abruzja, w prowincji L’Aquila.
Według danych na rok 2004 gminę zamieszkiwały 422 osoby, 26,4 os./km².